# Vetenskapsåret 1790

## Händelser
- John Latham publicerar Index Ornithologicus med en vetenskaplig beskrivning av den svarta svanen.

## Pristagare
- Copleymedaljen: Ej utdelad

## Födda
- 3 februari - Gideon Mantell (död 1852) , brittisk geolog och paleontolog.
- 12 mars - John Frederic Daniell (död 1845), brittisk kemist och fysiker.
- 23 maj - Jules Dumont d'Urville (död 1842), fransk sjöofficer och upptäcktsresande.
- 1 juli - George Everest (död 1866), walesisk lantmätare och geograf.
- 25 oktober - Robert Stirling (död 1878), skotsk präst och uppfinnare.
- 8 december – Friederike Lienig (död 1855), lettisk (balttysk) entomolog.
- 19 december - William Edward Parry (död 1855), brittisk amiral och polarforskare.

## Avlidna
- 5 februari - William Cullen (född 1710), skotsk läkare och kemist.
- 17 april - Benjamin Franklin (född 1706), amerikansk vetenskapsman och uppfinnare, undertecknare av Declaration of Independence.
- Johann Bernoulli II (född 1710), schweizisk matematiker.